# Благов, Александр Николаевич
Александр Николаевич Бла́гов (20 ноября (2 декабря) 1883 — 16 сентября 1961) — русский поэт, живший и работавший в Иванове.

## Биография
Родился в селе Сорохта Костромской губернии (ныне Комсомольский район Ивановской области). С 14 лет работал на ткацкой фабрике. Долгое время жил в Иванове на улице Урицкого, 5, в небольшом частном доме.
Первые стихи вышли в 1909 году. До революции основной темой творчества была тяжёлая жизнь текстильщиков, злоба рабочих на капиталистические фабрики («Стон ткачихи» 1910, «Дума» 1914, поэма «Десять писем» 1915—16 и другие).
После революции 1917 года основное внимание уделяется свободному труду советских рабочих («Трилогия» 1943—48, «Наша фабрика» 1950, «Слово ткачихи» 1950 и другие)
В 1920 году издает книгу стихов «Песни рабочего».
В 1925 году как «рабочий выдвиженец» направлен в газету «Рабочий край», вступает в Ассоциацию пролетарских писателей, борется с
«безыдейщиной».
17 января 1926 года в иваново-вознесенской газете «Рабочий край» было опубликовано его стихотворение «Есенин» («Зайти в туман тропою ложной // И самому себя убить…»), посвящённое смерти поэта.
Член коммунистической партии с 1940 года.
Некоторые произведения Благова переложены на музыку («Песня старого ткача» 1938, «Прядильщица», «Марш текстильщиков»). В частности, к стихотворению «Стахановка», в 1939 году написал музыку С. С. Прокофьев.
Льётся солнце прямо в окна с голубой вершины дня

На широкие полотна, на весёлую меня.

Все станки мои в порядке, верен каждый мой приём:

Все основы и початки станут добрым миткалём.

День рассчитан по минутам. За работой любо мне:

Виноградовским маршрутом овладела я вполне!

Как же мне небыть веселой, не учить своих подруг?

Мне стахановская школа на работе лучший друг.
Умер 16 сентября 1961 г. Похоронен на Сосневском (Сажевом) кладбище в Иванове.
В Иванове в 1962 году 1-й Межевой переулок был переименован в улицу Благова, на доме № 40, в котором в последние годы жил поэт, повешена мемориальная табличка: «Здесь жил и работал один из первых поэтов Текстильного края Александр Николаевич Благов».

## Критика
Э. Багрицкий о поэтическом сборнике Благова «Ступени», вышедшем в Москве в 1932 году:

Настоящая рабочая поэзия без громких фраз и трескотни… Благов в отличие от старых рабочих поэтов ничего не символизирует, его лексика свободна, арсенал «молотов, наковален, цепей» в ней отсутствует. И поэтому его простые, написанные четырёхстопным ямбом стихи производят настоящее впечатление.

Естественность в творчестве Благова отмечали и А. Твардовский, и М. Дудин, последний писал:

Стихи его прозрачны и просты. Они сродни той почве, тому миру, в котором они выросли.

В то же время Леонид Николаевич Таганов, доктор филологических наук, профессор Ивановского государственного университета, отмечает, что:

Однако со временем то, что так привлекало в лучших стихах Благова, в частности его естественная простота, начинает превращаться в штамп, в зарифмованные декларации известных советских лозунгов. Стихи начинают являть некий образец новой «официальной народности», в основе которой лежит примитивное противопоставление «проклятого прошлого» «светлому
настоящему» и «лучезарному» будущему, в которое ведёт великий Сталин.
…К сожалению, худшее в поэзии Благова поднималось на щит ивановской поэзии, выдавалось за некий творческий эталон, которому должны следовать молодые поэты. И следовали… Предстояло освободиться в горниле войны от риторической шелухи «благовщины» М. Дудину, В. Жукову, В. Кудрину и другим тогдашним молодым авторам, связанным с литературным Ивановом.